# 上七張犁
上七張犁，是臺灣臺中市北屯區的一個傳統地域名稱，位於該區西北部。相較於今日行政區，其範圍大致包括同榮里不含東南端四張犁國中的東半部區域、仁和里最北端。

## 歷史
清治末期至日治初期，上七張犁地區為一街庄，稱為「上七張犁庄」，隸屬於捒東下堡。該庄北與西員寶庄、東員寶庄為鄰，東邊北段與水汴頭庄為鄰，東邊南段及南邊東段與四張犁街為鄰，南邊西段為後庄仔庄，西邊為上牛埔仔庄、港尾仔庄。
1901年（日治明治三十四年）11月，全台廢縣廳改設二十廳，該庄隸屬於臺中廳。1903年（明治三十六年）6月，該庄編入「四張犁區」，隸屬於臺中廳。1909年（明治四十二年）10月，合併二十廳為十二廳，四張犁區隸屬不變。1920年（大正九年），全台地方制度大改正，廢十二廳改設五州二廳，該庄改制為「上七張犁」大字，隸屬於臺中州大屯郡北屯庄。
戰後北屯庄改制為北屯鄉，隸屬於臺中縣，大字亦改制為村。1947年2月，北屯鄉併入省轄臺中市而改稱北屯區，村亦改制為里。1950年10月，中、彰、投分治，北屯區仍隸屬臺中市。2010年12月，臺中縣市合併為直轄臺中市，北屯區隸屬不變。

## 聚落
本地區發展較早的聚落為上七張犁、車路腳，在日治期初期的官方地圖上已有記載。此外，本地區尚有新興社區、貿易三村、中港新村、復華新村等聚落。

## 交通
省道台1乙線（中清路二段）是大雅至大肚區王田的幹道，大致以北北西—南南東走向經過本地區西南端。由該道路向北北西可前往西屯東北部、大雅並止於省道台10線路口，向南南東可前往台中市區西部、烏日並止於國道1號王田交流道南側的省道台1線路口。
省道台74線原稱「中彰快速道路」，現稱「快官霧峰線」，是彰化縣快官順時針繞行臺中市區外圍至霧峰的快速道路，大致以西向東經過本地區中部偏北地帶。由該道路向西轉西南可前往西屯、南屯、烏日等地，向東可前往潭子南部、北屯中部、太平、大里、霧峰等地。

## 學校
- 四張犁國中（西半部）
- 新興國小

## 運動休閒
- 臺中市洲際棒球場（西北角）

## 宗教場所
- 瑞昌宮－主祀太子元帥，由地方江氏族人創設於道光十五年（1835年）[6]，廟旁老榕樹於第十四期市地重劃工程中獲得原地保留[7]
- 同榮福德祠

## 外部連結
- 2012年上七張犁拆遷紀錄（页面存档备份，存于）